# أمراض العمود الفقري العنقي
أمراض العمود الفقري العنقي هي الأمراض التي تصيب العمود الفقري العنقي، والذي يتكون من الفقرات السبعة الأولى العلوية، والتي تغلف وتحمي الحبل الشوكي. يبدأ هذا الجزء من العمود الفقري من المنطقة فوق عظام الكتف وينتهي بارتباطه بالجمجمة.
يحتوي العمود الفقري العنقي على العديد من التركيبات التشريحية المختلفة، بما في ذلك العضلات والعظام والأربطة والمفاصل. تملك كل هذه الهياكل نهايات عصبية، بالتالي ستؤدي الاضطرابات التي تحدث فيها إلى الإحساس بالألم. تنقل الأعصاب الرقبية السيالات العصبية التي تتحكم بالعضلات والأحاسيس. في حالة إصابة العمود الفقري العنقي بأي اضطراب ستحدث اعتلالات خفيفة أو مؤلمة، وعلى الرغم من اختلاف هذه الإصابات لكنها تُعرف ككل باسم «أمراض العمود الفقري العنقي».

## الأعراض
تتظاهر الأعراض بشكل أساسي من خلال عدم الراحة في الجزء الأمامي العلوي من الصدر (المعروف أيضًا باسم الذبحة الصدرية العنقية) وآلام الكتف. كان أويل أول من ذكر أن آلام الصدر هذه تنشأ من جذور الأعصاب الرقبية في عام 1937. ساعدت هذه النظرة الجديدة في إلقاء الضوء على العلامات التي تشير إلى منشأ هذه الأعراض. من المعروف الآن أن هؤلاء المرضى يشعرون بالألم والخدر وعدم الراحة والضعف إضافة إلى الأعراض العصبية.
- التنميل: يحدث عندما يكون لدى المريض عصب «مضغوط» لا يسمح بتدفق الشحنات الكهربائية، مما قد يؤدي إلى موت الألياف العصبية.[3]
- الضعف: يصبح المريض ضعيفًا بسبب انضغاط الأعصاب المتأثرة باضطراب العمود الفقري العنقي الموجود، مما يؤدي إلى عدم القدرة على تحريك أو استخدام الذراعين. يجب أن يطلب المرضى الذين يعانون من هذه الأعراض العلاج الطبي بأسرع وقت ممكن.[3]

### المضاعفات
في حال لم يُعالَج سبب الأعراض على الفور، سيعاني المريض من العديد من العواقب والآلام التي قد تسببها أمراض العمود الفقري العنقي المختلفة.
- آلام الرقبة: تميل آلام الرقبة إلى أن تكون معندة ومستمرة وتسبب تشنجًا في معظم العضلات في منطقة العمود الفقري العنقي مما يسبب عدم الراحة.
- الصداع: يحدث الصداع بسبب تصلب عضلات الرقبة، والتي تسبب الألم نتيجة ارتباطها بالجمجمة. هذا الصداع متكرر بطبيعته ويبدأ من قاعدة الجمجمة ويتجه إلى الأعلى. قد تكون الآلام شديدة أو خفيفة.
- آلام الذراع: تعد التشنجات العضلية في الذراع من الأعراض الشائعة الأخرى، إذ تظهر مثل هذه التشنجات فوق عظام الترقوة مباشرة وتضغط على الضفيرة العضدية مما يتسبب في الشعور بثقل في الذراعين والألم.
- صعوبة المشي: تنشأ صعوبات المشي المترافقة مع إصابات العمود الفقري العنقي عندما تتأثر مشاكل المشي والتوازن والوضعية كلها بسبب انضغاط الحبل الشوكي مما يؤدي إلى اعتلال النخاع.[3]
- سيحدث عند مرضى الأعراض الشديدة حالة من العجز.[4]

## الأسباب
يوجد العديد من الحالات والمتلازمات التي قد تؤثر على العمود الفقري العنقي وتختلف جميعها بسبب الاختلاف في مكان الإصابة ونوعها.
- التهاب المفاصل الروماتويدي: من المعروف أن المصابين بالتهاب المفاصل الروماتويدي في العمود الفقري العنقي لديهم اضطرابات عصبية. يؤدي إلى ألم في المنطقة القذالية واعتلال النخاع.[5]
- إصابة الوصل القذالي العنقي: قد ينتج هذا الاضطراب عن التهاب المفاصل الروماتويدي، مما يتسبب في فرط حركة الوصل بين العنق والرأس، مما يؤدي إلى الشلل أو الألم.[6]
- أمراض دماغية وعائية: الأمراض الدماغية الوعائية هي نوع من اضطرابات العمود الفقري العنقي التي قد تسبب الشلل الرباعي.
- إصابة العمود الفقري العنقي تحت المحور.[7]
- إصابة المفصل الفهقي المحوري.[8]

### عوامل العمر
- كبار السن: غالبًا ما يُظن خطأً بأن أعراض اضطراب العمود الفقري العنقي سببها مرض الشرايين الإكليلية، وعلى الرغم من أنه قد يحدث عند الأفراد في أي عمر إصابات تهدد العمود الفقري، لكن الأشخاص الأكثر تضررًا هم كبار السن؛ وسبب ذلك هو تآكل الأقراص الفقرية التي تمتص أي نوع من الصدمات مع تقدم العمر، ويزيد ذلك من فرص كبار السن في تطوير التغيرات التنكسية في العمود الفقري العنقي.[3]
- اليافعون: المرضى الذين تقل أعمارهم عن ثماني سنوات والذين يعانون من إصابات في النخاع الشوكي لديهم فرصة متزايدة للوفاة، بينما أولئك الذين تزيد أعمارهم عن ثماني سنوات لديهم تأثيرات مماثلة للبالغين. تُثبّت منطقة الكتف وما فوقها عادة حتى استعادة الوعي واختفاء الأعراض.[4]